# تاتیانا گاربین
 تاتیانا گاربین (ایتالیایی: Tathiana Garbin؛ زاده ۳۰ ژوئن ۱۹۷۷) یک تنیس‌باز اهل ایتالیا است.